# Sopran koloraturowy
Sopran koloraturowy – najwyższy głos kobiecy, charakteryzujący się skalą h do fis3 oraz dużą ruchliwością (szybkie i precyzyjne wykonywanie gam, obiegników, pasaży, ozdobników).
Za najtrudniejszą kobiecą operową partię koloraturową uważa się partię Królowej Nocy z opery Czarodziejski flet Wolfganga Amadeusa Mozarta. Zdzisława Donat miała nazwać umiejętność jej wykonywania „oddzielnym zawodem śpiewaczym”.

## Rodzaje sopranu koloraturowego
Według niemieckiego systemu kategoryzacji śpiewaków operowych (Stimmfach) wyróżnić można dwa typy sopranu koloraturowego:
- sopran koloraturowy liryczny (koloratura liryczna): lekki głos o wysokiej skali, z ogromną biegłością techniczną, z łatwością osiągania wysokich dźwięków, pozwalającą wykonywać szybkie kadencje i ozdobniki. Do takich partii można zaliczyć np. Oskara (Bal maskowy G. Verdiego), Olimpię w Opowieściach Hoffmanna J. Offenbacha), czy z dzieł bardziej współczesnych Zerbinettę w Ariadnie na Naksos R. Straussa) i Tytanię w Śnie nocy letniej B. Brittena.
- sopran koloraturowy dramatyczny (koloratura dramatyczna): to głos większy od lirycznego sopranu koloraturowego, z biegłością techniczną wykonywania szybkich ozdobników, mogący stosować bardziej dramatyczną interpretację. Do takich partii można zaliczyć wielkie dramatyczne role okresu belcanta (pierwsza połowa XIX wieku), np. tytułowa Łucja z Lammermooru, Maria Stuarda, Anna Bolena, Elżbieta w Roberto Devereux G. Donizettiego, Semiramida, Armida czy  Amenaida w Tankredzie w operach G. Rossiniego, Norma i Elwira w Purytanach V. Belliniego).

Wielkimi koloraturami dramatycznymi były w XX wieku m.in. Maria Callas, Leyla Gencer, Joan Sutherland, June Anderson, Cristina Deutekom czy Montserrat Caballé, które także – z powodzeniem – wykonywały partie lirycznego sopranu koloraturowego.
Utwór wykonywała m.in. Edita Gruberová, a w Polsce m.in. Joanna Woś.